# Дембняк (Мазовецьке воєводство)
Дембняк (пол. Dębniak) — село в Польщі, у гміні Казанув Зволенського повіту Мазовецького воєводства.
Населення — 57 осіб (2011).
У 1975-1998 роках село належало до Радомського воєводства.

## Демографія
Демографічна структура станом на 31 березня 2011 року:
|          | Загалом | Допрацездатний вік | Працездатний вік | Постпрацездатний вік |
| -------- | ------- | ------------------ | ---------------- | -------------------- |
| Чоловіки | 26      | 4                  | 18               | 4                    |
| Жінки    | 31      | 5                  | 19               | 7                    |
| Разом    | 57      | 9                  | 37               | 11                   |